# Прото Тема
Прото Тема (греч. Πρώτο Θέμα) — греческая еженедельная газета, выходящая по воскресеньям.

## История
Основана 27 февраля 2005 года греческими журналистами и ведущими телевизионных ток-шоу Макисом Триантафиллопулосом, Фемистоклисом Анастасиадисом, а также журналистом Тасосом Карамицосом. В 2008 году Триантафиллопулос покинул издание из-за несогласия со своими партнёрами по поводу сексуального скандала, разгоревшегося в отношении министра Христоса Захорулоса в правительстве Костаса Караманлиса.
Издание периодически добивалось продаж в более чем 200 тысяч экземпляров, а на 2014 год тираж составлял 125 тысяч экземпляров. С 2006 года периодически возглавляет список самых продаваемых ежевоскресных газет, конкурируя с «Вима» и «Элефтеротипия».
27 сентября 2013 года офис газеты в Амарусионе подвергся нападению. Сама газета назвала нападение «фашистской террористической атакой». 9 апреля 2016 года редакция газеты вновь подверглась атаке при этом двое арестованных мужчин, относящих себя к анти-правительственной организации Рубикон, были отпущены на свободу.